# Nécropole d'Ernes-Condé
La nécropole d'Ernes-Condé est une nécropole néolithique située à cheval sur les communes de Condé-sur-Ifs et Ernes, dans le département du Calvados, en France. Elle comporte deux grands tumuli, dont l'un est connu sous le nom de la Butte d'Hu, et six tombes à couloir.

## Historique
La Butte d'Hu est fouillée dès 1833 par F. Galeron durant deux jours. M. Bellivet fouille en 1847 le second tumulus et publie son rapport de fouilles en 1844.
La Butte du Hu fait l'objet d'un classement au titre des monuments historiques depuis le 13 novembre 1974. Une nouvelle campagne de fouilles menée à partir de 1985 permet de découvrir six tombes à couloir, totalement arasées par les labours, à peu de distance des deux tumuli déjà connus.

## Description
La nécropole comporte trois sites distincts : au nord, la Butte du Hu, à environ 400 m plus au sud, le second tumulus et enfin un groupe de six tombes à couloir (dénommées A, B, C, D, E et F) au sud-est des deux tumuli. Des sondages mécaniques ont confirmé l'absence de structures entre ces trois entités.
La construction des huit monuments est très homogène. Ils ont tous été construits avec des dalles et des plaquettes en calcaire de deux types, un calcaire bathonien, dur et fin, et un calcaire oolithique tendre provenant tous deux d'une imposante carrière d'extraction située à mi-chemin des deux tumuli où les deux roches se trouvent en deux bancs superposés. La disposition des monuments et la diversité de leur emprise au sol pourraient correspondre à une hiérarchie sociale.
Tous les monuments sont de forme arrondie. Leur diamètre est compris entre 10 m (tombes A1 et A2) et 20 m (tumuli, tombes B et D). Ils comportent un parement fait de grandes dalles en pierres sèches. La structure interne des cairns est plus hétérogène, mélange de dalles et de plaquettes. Les chambres des deux tumuli et des six tombes sont accessibles par un couloir rectiligne, celui de la Butte du Hu est recouvert de linteaux et débouche sur une chambre circulaire surmontée d'une petite voûte en petit appareil. L'architecture du second tumulus est moins bien connue car le compte-rendu de Bellivet est très succinct. 
Les six tombes constituaient à l'origine un groupe compact étiré du nord au sud, mais la quasi-destruction de la tombe F donne l'impression de deux ensembles distincts. Lors de la fouille, les tombes ne conservaient que 0,30 à 0,40 m de hauteur mais à l'origine, elles devaient s'élever jusqu'à 5 m. Toutes les chambres étaient recouvertes par encorbellement. La tombe A abrite deux chambres sépulcrales (A1, A2) parfaitement imbriquées, probablement construites en une seule fois. Toutes les chambres disposent sensiblement de la même superficie. La tombe B est entourée d'une tranchée qui a pu servir de fosse de calage à des orthostates ou à des poteaux. 
Les sols sont dallés (Butte du Hu, tombes à couloir) mais de manières diverses : dalles de taille moyenne (tombe D) ou pavage en plaquettes (tombes B et E).

## Matériel archéologique
Dans la Butte du Hu, Galeron découvrit dix squelettes déposés les pieds tournés vers le centre de la chambre et quelques fragments de poterie. Bellivet découvrit onze sépultures dans le second tumulus. Dans les six tombes à couloir, les inhumations correspondent à environ quarante individus. À l'origine les corps furent déposés adossés aux murs. Avec les ossements découverts dans les tombes à couloir, l'ensemble de la nécropole a pu accueillir environ 70 inhumations, soit environ 12 dépôts par chambre en moyenne. L'étude génétique des douze squelettes de la tombe C a révélé que ces individus n’avaient aucune ascendance maternelle.
Le mobilier funéraire qui fut recueilli est assez pauvre. Il comporte quelques éléments de parure (perles en coquillage, dent de canidés), un petit outillage et des armatures tranchantes en silex, des tessons de céramique attribués au Néolithique moyen.